# Raul Manhães de Castro
 (août 2024).
La mise en forme du texte ne suit pas les recommandations de Wikipédia : il faut le « wikifier ».
Les points d'amélioration suivants sont les cas les plus fréquents. Le détail des points à revoir est peut-être précisé sur la page de discussion.
- Les titres sont pré-formatés par le logiciel. Ils ne sont ni en capitales, ni en gras.
- Le texte ne doit pas être écrit en capitales (les noms de famille non plus), ni en gras, ni en italique, ni en « petit »…
- Le gras n'est utilisé que pour surligner le titre de l'article dans l'introduction, une seule fois.
- L'italique est rarement utilisé : mots en langue étrangère, titres d'œuvres, noms de bateaux, etc.
- Les citations ne sont pas en italique mais en corps de texte normal. Elles sont entourées par des guillemets français : « et ».
- Les listes à puces sont à éviter, des paragraphes rédigés étant largement préférés. Les tableaux sont à réserver à la présentation de données structurées (résultats, etc.).
- Les appels de note de bas de page (petits chiffres en exposant, introduits par l'outil «  Source ») sont à placer entre la fin de phrase et le point final[comme ça].
- Les liens internes (vers d'autres articles de Wikipédia) sont à choisir avec parcimonie. Créez des liens vers des articles approfondissant le sujet. Les termes génériques sans rapport avec le sujet sont à éviter, ainsi que les répétitions de liens vers un même terme.
- Les liens externes sont à placer uniquement dans une section « Liens externes », à la fin de l'article. Ces liens sont à choisir avec parcimonie suivant les règles définies. Si un lien sert de source à l'article, son insertion dans le texte est à faire par les notes de bas de page.
- La présentation des références doit suivre les conventions bibliographiques. Il est recommandé d'utiliser les modèles {{Ouvrage}}, {{Chapitre}}, {{Article}}, {{Lien web}} et/ou {{Bibliographie}}. Le mode d'édition visuel peut mettre en forme automatiquement les références.
- Insérer une infobox (cadre d'informations à droite) n'est pas obligatoire pour parachever la mise en page.

Pour une aide détaillée, merci de consulter Aide:Wikification.
Si vous pensez que ces points ont été résolus, vous pouvez retirer ce bandeau et améliorer la mise en forme d'un autre article.
 (août 2024).

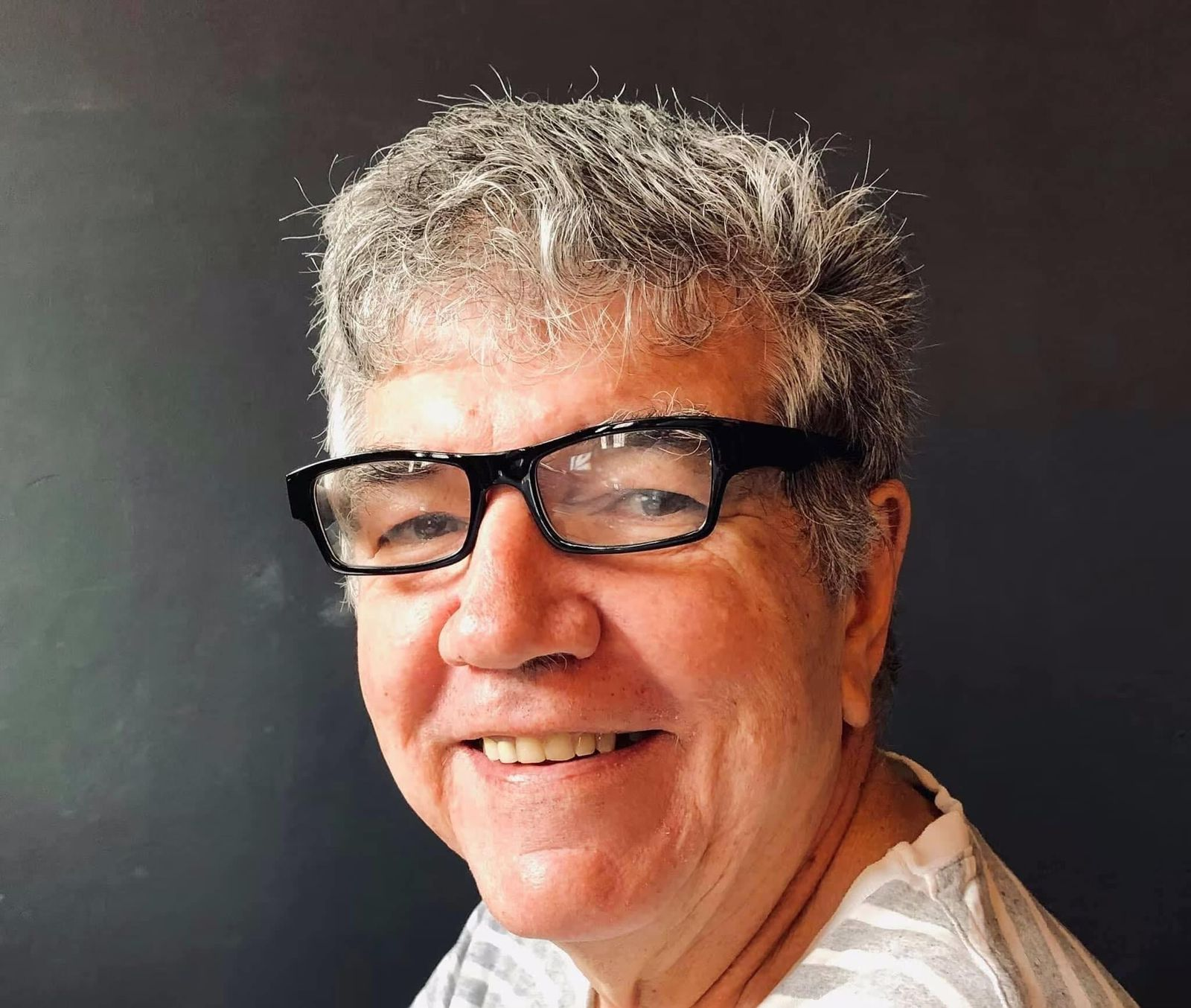
Raul Manhães de Castro

Raul Manhães de Castro, né le 17 février 1956 à Rio de Janeiro, est un médecin brésilien renommé et professeur émérite à l'Université fédérale du Pernambouc (UFPE). Il est également membre du Comité consultatif pour la nutrition et la santé publique au sein du Conselho Nacional de Desenvolvimento Científico e Tecnológico (CNPq) pour la période 2023-2026.
Il est titulaire de la chaire parrainée par Josué de Castro à l'Académie des Sciences Pernamboucaine. Il a été membre du laboratoire de physiologie nutritionnelle du département de nutrition de l'UFPE, dirigé par le docteur Naíde Teodósio. En tant que professeur et chercheur, il se spécialise dans la nutrition expérimentale. Il contribue à la création de l'Unité d'Études en Nutrition et Plasticité Phénotypique (UENPF), où il continue d'enseigner, de mener des recherches et de s'impliquer dans des projets d'extension.

## Biographie
Raul Manhães de Castro est né le 17 février 1956 à Rio de Janeiro. Fils unique de Waldemir Pereira de Castro et Maria Eunice Manhães de Castro, il grandit dans un environnement familial modeste. Son père, originaire de Recife, passe son enfance à Cabaceiras, vivant avec sa grand-mère. C'est là que Waldemir a fait face aux défis nutritionnels de l'époque. Cherchant de meilleures opportunités, il suit son frère Antônio pour s'installer à Rio de Janeiro et rejoindre la marine brésillienne. À Rio, dans la région de São João de Meriti, Baixada Fluminense, il rencontre Dona Eunice, la mère de Raul, également issue d'une famille humble. Ils se marient en 1955, un an avant la naissance de Raul.
La famille de Raul vit à Rio de Janeiro jusqu'en 1966, deux ans après le coup d’état de 1964, avant de déménager d'abord au Sertão da Paraíba, puis à Pernambuco, où ils s'installent chez des oncles à Recife. Dans cette ville, son père trouvé du travail comme chauffeur et sa mère comme couturière. Waldemir, un lecteur vorace de la littérature classique, cultive chez Raul un amour pour la lecture, tandis que sa mère, Dona Eunice, lui inculqué des idées politiques sur la lutte des classes. À l'âge de 10 ans, grâce à sa grand-mère paternelle Ermira Pereira de Castro (Dona Ermira), Raul découvre davantage sur son grand-père João Pereira de Castro, déjà décédé. Celui-ci avait été acteur dans des films muets à l'ancienne École de Cinéma du Recife. Raul entand également entendu parler des cangaceiros, notamment d'Antônio Silvino et de Petre Cicero, ainsi que des difficultés nutritionnelles et alimentaires rencontrées dans le sertão du nord-est à cause des sécheresses.

## Carrière
Raul a étudié le primaire au Collège Metropolitano - RJ, et le secondaire au Gymnase Pernamboucaine. Plus tard, il a obtenu son diplôme de médecine à la Faculté de Médecine de l'UFPE en 1981. Il a poursuivi ses études et, en 1991, a terminé un master en nutrition dans le programme de troisième cycle de l'UFPE. Entre 1992 à 1995, il a étudié à Paris, en France, où il a obtenu un Doctorat en Sciences de la Vie, spécialisé en pharmacologie expérimentale et clinique, à l'Université Pierre et Marie Curie. Durant cette période, il a également réalisé un stage de recherche à l'Institut Pasteur sous la direction du Dr Gilles Fillion.
En 1984, sous la direction de Dr Naide Teodosio, il commence à enseignant et à faire ces recherches au Département de Nutrition de l'Université Fédérale de Pernambouc (UFPE), institution créée par le Dr Nelson Chaves dans les années 1950, où Raul présente des cours de physiologie générale et de physiologie nutritionnelle. À son retour de France en 1995, il commence également à enseigner dans des programmes de troisième cycle de l'UFPE, comme le Programme de Post-graduation en Nutrition et le Programme de Neuropsychiatrie et Sciences du Comportement. Depuis, Raul a encadré des centaines d'étudiants en initiation scientifique, master, doctorat (y compris des thèses en France) et post-doctorat.
Entre 2000 et 2003, il a occupé le poste de vice-coordinateur du programme de troisième cycle en nutrition. En 2003, il est devenu le coordinateur du programme, servant deux mandats consécutifs. Pendant son mandat, la note d'évaluation du programme par la Coordenação de Aperfeiçoamento de Pessoal de Nível Superior (CAPES) est passée de 4 à 5 lors du premier mandat, et de 5 à 6 lors du deuxième. Durant cette période, Raula initié de nombreux échanges l'Université techinologique de Compiègne, Université de Nantes à travers le COFECUB. Entre 2016 et 2018, il a dirigé le Département de Nutrition.
En 2007, il a présidé le IIe Forum des Coordonnateurs de Programmes de Troisième Cycle en Nutrition au Brésil, un événement qui a rassemblé tous les programmes nationaux du secteur à Recife et qui a joué un rôle clé dans la création d'une catégorie spécifique pour les études postuniversitaires en nutrition au sein de la CAPES.
Depuis son entrée à l'université brésilienne, Raul a joué un rôle significatif dans le développement du Département de Nutrition de l'UFPE et a contribué aux recherches en Nutrition, Neurosciences et Plasticité Phénotypique. Il a été constamment impliqué dans des groupes d’études axés sur la nutrition, la neuropsychopharmacologie et l’immunité (NNI). Grâce à cette implication, de nombreux chercheurs ont été formés dans les domaines des neurosciences et de la nutrition, et sont maintenant répartis à travers le Brésil et le monde,.
Tout au long de sa carrière académique, Raul Manhães de Castro a supervisé des recherches scientifiques en collaboration avec des étudiants et des collègues, englobant l'accompagnement de projets d'initiation scientifique, ainsi que des recherches au niveau du master, du doctorat et du post-doctorat. Actuellement, ses travaux se concentrent sur la plasticité phénotypique. Il est reconnu comme un des pionniers de ce domaine au Pernambuco et au Brésil. Cette recherche est liée aux Origines Développementales de la Santé et de la Maladie (DOHaD, pour "Developmental Origins of Health and Disease"). Raul est reconnu comme un des principaux spécialistes de cette approche à Pernambuco,,.
Au cours de sa carrière professionnelle, Raul Manhães de Castro a reçu plusieurs distinctions. En 2019, il a été honoré par le conseil municipal de Recife et a également été nommé professeur émérite à l'UFPE cette même année. Il est membre de l'Académie des Sciences de Pernambouco dont le parrain est le scientifique Josué de Castro, ainsi que de l'Institut d'Histoire de la Médecine de Pernambuco (IPHM). Actuellement, il siège au Comité consultatif de santé publique et de nutrition (CA-SN) du CNPq en tant que membre titulaire,. En 2022, il a nommé membre honoraire de l'Association DOHaD Brasil. Il est également impliqué dans les programmes de troisième cycle en nutrition (Posnutri) et en neuropsychiatrie et sciences du comportement (Posneuro) où il mène des recherches sur les effets neurologiques des interventions environnementales périnatales. Ces recherches englobent la nutrition, la psychologie, la kinésithérapie et les neurosciences.